# Skånska trängkårens församling
Skånska trängkårens församling var en militärförsamling i Skara stift och Lunds stift i nuvarande Karlsborgs kommun, Landskrona kommun och Hässleholms kommun. Församlingen upplöstes 1 maj 1927.

## Administrativ historik
Församlingen bildades 1894 genom en utbrytning ur Karlsborgs garnisonsförsamling. Namnet var före 1901 Vendes trängbataljons församling och 1901 till 1904 Vendes trängkårs församling. 1897 till 1907 var den identisk med Landskrona garnisonsförsamling. 1902 utbröts Andra Göta trängkårs församling (Östgöta trängkårs församling).
Församlingen var till 1895 placerad i Karlsborg, 1895 till 1907 i Landskrona och från 1907 i Hässleholm.